# Sleziník červený
Sleziník červený (Asplenium trichomanes) je kapradina, rostoucí po celém českém území na různých kamenných podkladech, například ve spárách zdí, na skalách apod.

## Popis
Oddenek je vodorovný, popřípadě vystoupavý, krátký, ale bohatě větvený, hustě pokrytý hnědými plevinami. Listy rostou z hustého trsu, většinou přezimují, jsou dlouhé 15–40 cm a široké asi 2 cm. Čepel má jednoduše zpeřenou, lístky jsou střídavé anebo vstřícné, buď s krátkým řapíkem nebo přisedlé, eliptické až podlouhlé. Listové vřeteno je červenohnědé až hnědé.
Výtrusy dozrávají v období od července do září, podlouhlých kupek výtrusnic najdeme na jednom listu 4-6.

## Taxonomie
Sleziník červený je velmi variabilním druhem a vyskytuje se v několika poddruzích, které se od sebe morfologicky dosti těžce rozlišují, vytváří komplex Asplenium trichomanes agg. Má přirozenou náklonnost k tvorbě morfologických odchylek a mutací, k nimž pravděpodobně dochází při náhlé změně podmínek prostředí. Byly zjištěny jak rostliny diploidní (2n = 72), tak i tetraploidní (2n = 144).
- Diploidní druhy jsou řazeny do poddruhů A. t. trichomanes a A. t. inexpectans:
  - Sleziník červený pravý (Asplenium trichomanes L. subsp. trichomanes)
  - Sleziník červený vápencový (Asplenium trichomanes L. subsp. inexpectans Lovis)
- Tetraploidní druhy jsou řazeny do poddruhů A. t. hastatum, A. t. pachyrachis a A. t. quadrivalens:
  - Sleziník červený hrálovitý (Asplenium trichomanes L. subsp. hastatum (Christ) S. Jess.)
  - Sleziník červený zakřivený (Asplenium trichomanes L. subsp. pachyrachis (Christ)
  - Sleziník červený tmavohnědý (Asplenium trichomanes L. subsp. quadrivalens D. E. Mey)

Tyto poddruhy se mezi sebou kříží a obvykle vznikají plodní jedinci.
Sleziník červený pravý je vápnostřežný, sleziník červený vápencový je vápnomilný, ostatní poddruhy nejsou tak přísně vyhraněné. Sleziník červený hrálovitý a sleziník červený zakřivený jsou v české přírodě považované za rostliny kriticky ohrožené (C1r).

## Rozšíření a stanoviště
Sleziník červený se vyskytuje téměř v celé Evropě, v Kanadě, na Srí Lance a v Indii. V České republice se vyskytuje po celém území, s výjimkou nejvyšších hor. Roste na skalách, různých sutích i ve spárách zdí.